# دوبي كرايغ
دوبي كرايغ (بالإنجليزية: Dobie Craig)‏ هو لاعب كرة قدم أمريكية أمريكي، ولد في 14 فبراير 1938 في إل كامبو في الولايات المتحدة، وتوفي بنفس المكان في 22 مايو 2018.

## وصلات خارجية
- دوبي كرايغ على موقع مرجع كرة القدم المحترفة.كوم (الإنجليزية)